# Fried Green Tomatoes
Fried Green Tomatoes (Brasil: Tomates Verdes Fritos  / Portugal: Mulheres do Sul) é um filme de drama estadunidense de 1991, dirigido por Jon Avnet.
Baseado no livro Fried Green Tomatoes at the Whistle Stop Cafe de Fannie Flagg, o longa narra a história do romance entre Ruth Jamison e Igdie Threadgoode, duas mulheres que viveram na época da Grande Depressão, história essa que é contada por uma senhora que vive em uma casa de repouso para sua amiga Evelyn Couch, uma dona de casa que enfrenta problemas em seu casamento. É estrelado por Kathy Bates, Jessica Tandy, Mary Stuart Masterson e Mary-Louise Parker.
O filme foi recebido com críticas positivas, sendo indicado a dois prêmios da Academia nas categorias de Melhor Atriz Coadjuvante (Jessica Tandy) e Melhor Roteiro Adaptado. Também foi um sucesso de bilheteria, arrecadando mais de 119 milhões de dólares contra um orçamento de 11 milhões.

## Enredo
Evelyn Couch, uma tímida dona de casa infeliz de 40 anos, visita com seu marido Ed Couch a tia de Ed, Vesta, que sofre de demência em um lar de idosos localizado na pequena cidade de Anderson, no estado americano do Alabama. Lá, Evelyn conhece Ninny Threadgoode, uma simpática senhora que também está hospedada no local; durante as visitas de Ed na sala de sua Tia Vesta, Evelyn ouve a história de Ninny sobre a cidade abandonada de Whistle Stop, localizada próxima dali, e das pessoas que moravam lá. A subtrama do filme diz respeito à insatisfação de Evelyn com seu casamento, sua vida, sua confiança e amizade com Ninny crescentes. A narrativa muda várias vezes entre a história de Ninny, que se passa entre a Primeira Guerra Mundial e a Grande Depressão, e a vida de Evelyn já na década de 1980 em Birmingham.
A história de Ninny começa com a "maria-moleque" Idgie Threadgoode, a mais nova das crianças da família Threadgoode, mas que Ninny descreve como sua cunhada. A relação próxima de Idgie com seu charmoso irmão mais velho, Buddy, é interrompida quando ele é atropelado por um trem depois que seu pé fica preso ao caminhar pelos trilhos quando ia buscar o chapéu de sua namorada Ruth Jamison, levando à sua morte. Devastada, Idgie se afasta de sua família e da sociedade por grande parte de sua infância e adolescência até que Ruth intervém a pedido da família da triste garota.
A rebelde Idgie inicialmente resiste às tentativas de amizade de Ruth, mas gradualmente um profundo apego se desenvolve entre elas. Ruth deixa Whistle Stop para se casar com Frank Bennett e se muda para Valdosta, na Geórgia. Idgie tenta esquecê-la, mas depois decide visitá-la em sua casa e a encontra grávida e sofrendo agressões físicas de Frank. Contra seus desejos e tentativas violentas para pará-la, ela retorna à Whistle Stop com Idgie, onde seu bebê, um menino que ela nomeia Buddy Jr., nasce. O pai da família, Sr. Threadgoode, dá dinheiro a Idgie para começar um negócio para poder cuidar de Ruth e Buddy Jr. Ela e Ruth abrem o restaurante Whistle Stop Cafe na pequena cidade, empregando a cozinheira da família, Sipsey, e seu filho, Big George, que se destaca por fazer um delicioso churrasco, tornando-se popular entre os clientes.
O ex-marido de Ruth, Frank, vai à Whistle Stop para tentar sequestrar seu filho Buddy, Jr., mas sua tentativa é frustrada quando ele é morto por uma pessoa não identificada e ele é posteriormente relatado como desaparecido. Uma vez que o caminhão de Frank aparece no fundo de um lago próximo sem seu dono, Idgie é imediatamente declarada suspeita da morte de Frank, já que ela havia o ameaçado anteriormente pelas suas agressões contra Ruth. Ela é detida junto com Big George sob acusação de assassinato por Grady Kilgore, o xerife local, que se oferece para libertá-la da acusação e associar o crime apenas em Big George por ele ser negro, mas ela se recusa a sacrificá-lo. Durante o julgamento subseqüente, o ministro local, Reverendo Scroggins, não tem nenhum problema em mentir, dando a Idgie e Big George álibis sadios para o tempo do desaparecimento de Frank. Levando em conta a reputação de Frank de sempre ficar bêbado, o juiz decide que a morte foi causada por um acidente e que seu carro caiu no lago, matando-o, e inocenta Idgie e Big George.
Após o julgamento, Ruth é diagnosticada com câncer, fica muito doente e acaba morrendo. Após sua morte, o Whistle Stop Cafe fecha. Com o tempo, muitos residentes do pequeno local acabam se mudando, levando Ninny ao fim de sua história, mas não antes da revelação do que realmente aconteceu com Frank: Sipsey havia o matado sem intenções com um golpe em sua cabeça usando uma frigideira enquanto tentava impedi-lo de seqüestrar Buddy, Jr.; Idgie ordenou que Big George assasse o corpo de Frank, sendo servido posteriormente ao investigador da Geórgia que buscava o paradeiro de Frank. O investigador comeu a carne com entusiasmo, proclamando a refeição como o melhor churrasco de porco que ele já provara sem suspeitar de nada.
Evelyn descobre que, durante a estadia temporária de Ninny na casa de repouso, sua casa foi condenada e demolida. Evelyn, tendo-se tornado amiga dela, oferece-lhe um quarto em sua casa e Ninny aceita. Enquanto vão embora do terreno vazio onde ficava a casa de Ninny, elas passam pelo túmulo de Ruth, recém-adornado com um pote de mel, um favo de mel e um cartão que diz: "Eu sempre a amarei, Encantadora de Abelhas"; "Encantadora de Abelhas" era o antigo apelido que Ruth havia dado para Idgie. Depois de ler o cartão, Evelyn conclui que Idgie ainda está viva e é possivelmente Ninny; Evelyn e Ninny então vão embora pelo bosque da abandonada Whistle Stop.

## Elenco
- Kathy Bates como Evelyn Couch
- Mary Stuart Masterson como Imogene "Idgie" Threadgoode
- Mary-Louise Parker como Ruth Jamison
- Jessica Tandy como Ninny Threadgoode
- Cicely Tyson como Sipsey
- Chris O'Donnell como Buddy Threadgoode
- Stan Shaw como Big George
- Gailard Sartain como Ed Couch
- Timothy Scott como Smokey Lonesome
- Gary Basaraba como Xerife Grady Kilgore
- Lois Smith como Srª. Threadgoode
- Danny Nelson como Sr. Threadgoode
- Jo Harvey Allen como a professora da assistência para esposas que Evelyn frequenta
- Macon McCalman como promotor do tribunal
- Richard Riehle como o reverendo Scroggins
- Raynor Scheine como o investigador Curtis Smoot
- Grace Zabriskie como Eva Bates
- Reid Binion como Buddy Jr. crescido
- Nick Searcy como Frank Bennett
- Constance Shulman como Missy, colega de Evelyn nas aulas para esposas
- Nancy Moore Atchison como Imogene "Idgie" Threadgoode criança

## Produção

### Concepção e escolha do elenco
Jon Avnet leu o romance de Fannie Flagg pela primeira vez em 1987. O conto foi apresentado a ele pela produtora Lisa Lindstrom, com quem ele trabalhou nos filmes de televisão Heat Wave e Breaking Point. Embora ele quisesse que ela lhe desse um resumo da história, ela insistiu que ele lesse o livro, a qual ele aprovou após fazê-lo. Ele decidiu transformar a história em um filme e apresentou a ideia à empresa de Norman Lear, a Act III Communications, que prontamente se interessou e lhes adiantou um financiamento para a contratação de um roteirista. Avnet, então, trouxe Carol Sobieski, que escreveu o roteiro de Annie, em 1982. Ela inicialmente apresentou um rascunho para Avnet apresentando o filme como um musical, mas ele recusou a ideia. Sobieski posteriormente deixou o projeto e foi substituída pela própria autora do romance Fannie Flagg, que ficou surpresa com o fato de alguém querer transformar sua história em um filme, para desenvolver o roteiro. Embora tivesse alguma experiência como roteirista, ela achou muito complexo o processo de transformar seu próprio romance em um roteiro. Como o roteiro já estava adiantado com os trabalhos anteriores de Sobieski, não ficou muito difícil de Flagg contribuir com a continuidade do projeto. Mesmo assim, Flagg achou difícil a conclusão do trabalho e também deixou o projeto após escrever 70 páginas do roteiro. Sem dinheiro para contratar outro escritor, coube ao próprio Avnet assumir o roteiro, que demorou cerca de mais dois ou três anos para ficar pronto; Flagg ainda contribuiu no fim, dando os últimos detalhes na fase final do roteiro.
Avnet escreveu o filme já com Jessica Tandy em mente; ela se expressou positivamente para a gravação do filme. Jon havia trabalhado com Kathy Bates e Chris O'Donnell no filme de 1990 Men Don't Leave antes de oferecer a eles os papéis de Evelyn Couch e Buddy Threadgoode, respectivamente. Quando Bates leu o roteiro ela aprovou a história e os personagens e estava particularmente interessada em trabalhar com Tandy. Mary-Louise Parker foi a primeira escolha para o papel de Ruth Jamison; ela leu suas cenas no roteiro diversas vezes e inicialmente ficou insatisfeita com seus próprios testes, porém quando ela leu junto com Mary Stuart Masterson ambas concordaram, juntamente com os produtores, que tinham boa química.

### Locações e filmagens

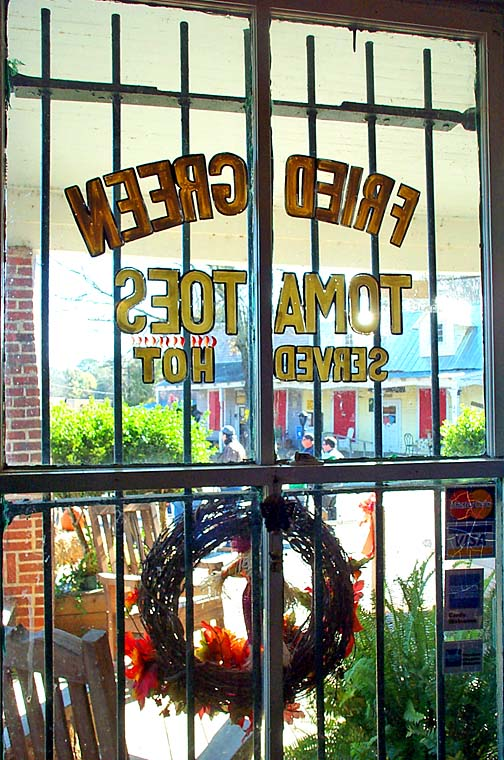
Interior do Whistle Stop Cafe em Juliette, Georgia, utilizado nas gravações de Fried Green Tomatoes.

Jon Avnet contratou Barbara Ling como designer de produção. Buscando um local para as gravações, ela encontrou a cidade de Juliette, na Georgia, local esse que, segundo Avnet, estava quase deserto. O imóvel escolhido para ser o Whistle Stop Café era antigamente uma loja de antiguidades e de ferragens e foi redesenhado como um restaurante para o filme.
Juliette ganhou um alto fluxo de turistas após o lançamento do filme e, com o incentivo de Jon Avnet, os moradores da cidade abriram um restaurante Whistle Stop Café idêntico como mostrado no longa. Embora "Whistle Stop Café" seja atualmente uma marca registrada, outros estabelecimentos apareceram usando esse nome nos Estados Unidos. O nome do restaurante no livro de Fannie Flagg foi emprestado de um verdadeiro estabelecimento com esse nome localizado em Irondale, Alabama, que era pertencente a sua tia-avó e que Flagg frequentava diversas vezes.
A cena em que Idgie vai coletar mel de uma colméia para Ruth foi originalmente planejada para ser executada por um dublê. No entanto, depois que o mesmo recusou gravar a cena no último minuto a própria atriz Mary Stuart Masterson se ofereceu para fazê-la. As imagens dela coberta por um enxame de abelhas vivas foram utilizadas na versão final do filme.

### Diferenças entre o filme e o romance
Ao contrário do livro, o longa não torna explícito o romance lésbico entre as duas personagens centrais, deixando a relação entre Idgie e Ruth mais ambígua. O lançamento em DVD do filme contém um comentário em áudio no qual o diretor reconhece o relacionamento e afirma que uma cena entre Idgie e Ruth envolvendo-se em uma luta por comida deveria ser vista como um ato simbólico de amor lésbico entre as duas, mas a ideia foi descartada posteriormente. Na época da estréia do filme, a produção foi criticada tanto por ativistas quanto por alguns críticos por ter "encobrido" o relacionamento lésbico original que o livro de Flagg mostrava. No entanto, o filme ganhou um prêmio da Gay & Lesbian Alliance Against Defamation de Melhor Longa-metragem com conteúdo lésbico. De fato, o filme mostra exemplos de discriminação contra afro-americanos, mulheres e deficientes, mas a análise do romance sobre o preconceito baseado na sexualidade através de um enredo lésbico robusto torna-se mais ambíguo em seu enredo.

## Legado

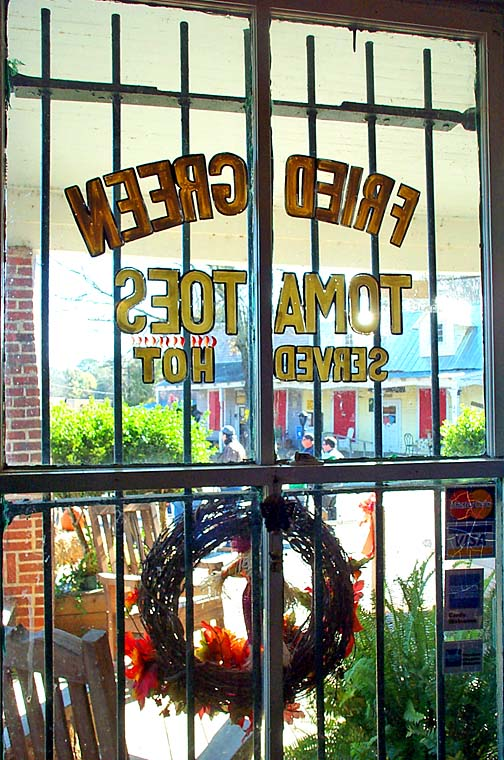
Um Whistle Stop Cafe na cidade Juliette, Geórgia.

Após o lançamento do filme, a cidade de Juliette viu um fluxo de turistas e, com o incentivo de Jon Avnet, os moradores locais abriram um Whistle Stop Café, inspirado no cenário do filme. Embora "Whistle Stop Café" seja uma marca registrada, outros estabelecimentos surgiram usando esse nome ao longo dos anos. 
O filme fez com que o prato homônimo se tornasse uma uma iguaria no sul dos Estados Unidos, quando antes não era tão popular assim.

## Lançamento
O filme teve um lançamento limitado nos Estados Unidos em 27 de dezembro de 1991, abrindo em cinco cinemas do país. Sua estreia ampla se deu quatro semanas depois, em 24 de janeiro de 1992, inicialmente em 673 cinemas, ficando 19 semanas em cartaz e tendo sua ampliação recorde em 1331 salas de cinema americanas.

### Bilheteria
O filme arrecadou um total de US$ 82.418.501 somente nos Estados Unidos e mais 37 milhões de dólares fora do país, elevando o total bruto para US$ 119.418.501 em todo o mundo. Em seu fim de semana de abertura, arrecadou US$ 105.317 e em seu primeiro fim de semana de lançamento nacional arrecadou um pouco mais de US$ 5.2 milhões, o que representou 6,4% do total bruto. De acordo com o Box Office Mojo, ele ficou em 11º na lista de filmes lançados nos Estados Unidos em 1991, e em quinto na lista de filmes com classificação PG‑13 lançados no mesmo ano.

### Recepção crítica
O filme foi geralmente bem recebido pelos críticos. O site agregador de análise de filmes Rotten Tomatoes classifica o filme como "fresco", tendo uma aprovação de 73% com base em 41 avaliações. Os críticos do portal gostaram da narrativa, mas acharam-na convencional e previsível.
A adaptação da narrativa separada do livro para a tela foi criticada pela revista Time Out como "desajeitada"; Roger Ebert elogiou as performances dos atores, Janet Maslin elogiou o figurino e o design de produção enquanto Emanuel Levy elogiou a cinematografia e a trilha sonora. O elenco foi elogiado por diversos críticos em geral por suas atuações, principalmente Mary Stuart Masterson e Jessica Tandy.

## Prêmios e indicações
O filme foi indicado ao Óscar de melhor atriz coadjuvante por Jessica Tandy e de melhor roteiro adaptado por Fannie Flagg e Carol Sobieski.
Nos prêmios BAFTA de 1992, Tandy foi indicada ao prêmio de Melhor Atriz, e Kathy Bates na categoria Melhor Atriz Coadjuvante. Ambas também receberam indicações ao Globo de Ouro por suas atuações, sendo que o filme também recebeu uma indicação na categoria de Melhor Filme (Comédia ou Musical) na mesma cerimônia. No Guldbagge Awards, na Suécia, Fried Green Tomatoes foi indicado ao prêmio de Melhor Filme Estrangeiro.[carece de fontes?]

## Trilha sonora
Fried Green Tomatoes: Original Motion Picture Soundtrack traz uma nova música de Patti LaBelle. O cantor e compositor britânico Paul Young também aparece na trilha sonora com a música "What Becomes of the Brokenhearted", que ocupou a posição #22 na Billboard Hot 100 em março de 1992.
A trilha sonora instrumental foi composta por Thomas Newman e foi lançada num álbum à parte: Fried Green Tomatoes: Original Motion Picture Score